# Na Rychtě (Plzeň)
Na Rychtě je ulice v plzeňské části Hradiště, v městském obvodu Plzeň 2-Slovany. Spojuje ulici U Hamru s ulicí K Řečišti a s Plzeňskou cestou. Severně podélně nad ní leží ulice Pod Hradem. Kříží se s ulicí Osadníků. Veřejná autobusové doprava obsluhuje ulice téměř v celé její délce. Nacházejí se zde zastávky Hradiště a K Řečišti. Všechny autobusy míří ve směru Slovany. Na křižovatce s ulicí Osadníků stojí kaple. U autobusové točny stojí hasičská zbrojnice Sboru dobrovolných hasičů Hradiště.